# Echepolos (Sykiończyk)
Echepolos (gr. Ἐχέπωλος Echépōlos) – syn Anchizesa wymieniony w Iliadzie [XXIII, 293], Sykiończyk.
By móc nie uczestniczyć w wojnie trojańskiej, ofiarował Agamemnonowi klacz o imieniu Ajthe. Wolał pozostać w Sykionie niż wyruszyć na wojnę, bo Zeus obdarzył go wielkimi bogactwami. Homer pisze o nim:

Potem Atryda się podniósł, o jasnych włosach Menelaj
rodu boskiego, prowadząc pod jarzmo rącze rumaki:
Agamemnona klacz, Ajtę, i swego konia, Podarga.
Klacz Agamemnon otrzymał w podarku od Echepola
co Anchizesa był synem, aby mógł nie iść do Troi
wiatrem owianej, lecz zostać w spokoju, bowiem go wielkim
Dzeus obdarował bogactwem; mieszkał w szerokim Sikyonie.
Przeł. Kazimiera Jeżewska

Iliada wymienia również innego Echepolosa, Trojańczyka.